# وظيفة توزيع المعادن
تعتبر وظيفة توزيع المعدن Metallicity distribution function مفهوماً مهماً في مجال علوم تطور النجوم والمجرات، فهو يشكل رسماً بيانيَّاً لتحديد النجوم التي تمتلك نسب محددة من معادن معينة، وتقيس الوفرة النسبية للحديد والهيدروجين لمجموعة من النجوم.
تستخدم وظيفة توزيع المعادن لاختبار نظريات مختلفة حول تطور المجرات، لأنَّ جزءاً كبيراً من الحديد الموجود في النجوم يأتي من المستعرات العظمى المُبكرة.